# Gestümmelt

Gestümmelter Adler im Wappen von Landkreis Heilbronn

Gestümmelt ist in der Heraldik ein Fachbegriff und beschreibt das Äußere einer Wappenfigur. Bevorzugt werden eine menschliche Figur oder eine Tierfigur als gestümmelt blasoniert, wenn zugehörige Körperteile fehlen. Bei Wappentieren können folgende Teile fehlen: Zähne, Schnabel, Zunge, Klauen, Füße oder Schwanz.
Jeweils eine Besonderheit sind der gestümmelte Adler, auch als Alérion bezeichnet, und die Merlette, der entenähnliche gestümmelte Vogel – teils auch als gestümmelte Amsel angesehen.
Die Verstümmelung eines Wappentieres ist in der französischen Heraldik stark verbreitet. Die Lerche oder Alouettes gehört ebenfalls in diese Gruppe der französischen Heraldik.
Es müssen nicht gleichzeitig alle möglichen Körperteile fehlen. Sind einem Hund beispielsweise Ohren und Schwanz gestümmelt, so wird das als gestümmelt oder geschändet blasoniert.
Werden menschliche Figuren gestümmelt, so werden sie als Gecken bezeichnet. Viele menschliche Figuren sind im Oberwappen wachsend und werden gestümmelt, oft dann ohne Arme. Beispiel ist das Wappen der Pappenheimer oder die Mohrin im Oberwappen der Haller von Hallerstein.
Auch Kreuze können gestümmelt sein. Dabei ist es ein abgeschnittenes, ein sogenanntes verkürztes Kreuz.
Auch werden im Wappen gestellte Äste als „gestümmelt“ bezeichnet. Diese häufig anzutreffende Wappenbeschreibung ist nicht korrekt, denn ein „zugesägter“ Ast im Schild kann nicht im heraldischen Sinn verstümmelt sein. Es stellt sich diesbezüglich die einfache Frage: Was fehlt dem Ast?

## Beispiele (I)

Merlette oder gestümmelter enteartiger Vogel
Alérion oder gestümmelter Adler
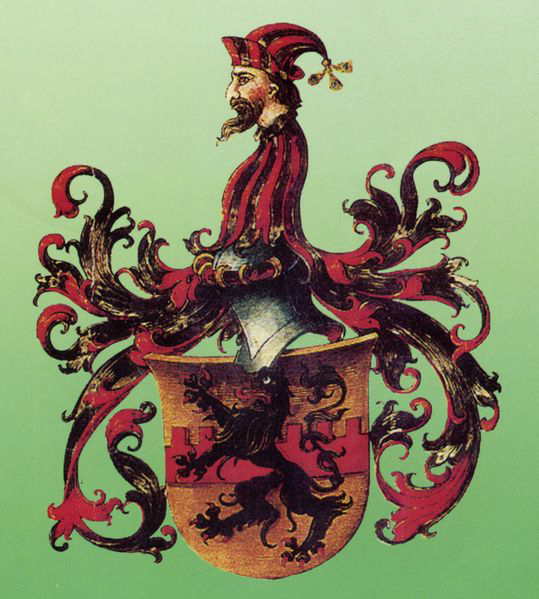
Gecken

## Beispiele (II)

Eichenstumpf mit gestümmelten Ästen im Wappen von Klötze
In Silber ein schrägrechter gestümmelter, roter Lindenast im Wappen von Harbke